# Jastrzębie Zdrój Ruptawa
Jastrzębie Zdrój Ruptawa – zlikwidowana stacja kolejowa w Jastrzębiu-Zdroju, w sołectwie Ruptawa w województwie śląskim, w Polsce. Znajdowała się na wysokości 256  m n.p.m.

## Historia
Stacja kolejowa została otwarta 1 grudnia 1935 roku. Wybudowano budynek stacyjny w stylu modernistycznym z poczekalnią, kasami biletowymi i mieszkaniami dla pracowników kolei, magazyn z rampą oraz szalety. Stacja zawierała trzy tory. Natomiast przy dwóch torach umieszczono jednokrawędziowe perony. Pod torowiskami stacji wybudowano betonowy przepust dla obecnej ulicy Franciszka Czyża. W 1993 roku kasa biletowa została zlikwidowana. 1 czerwca 1997 roku zawieszono przewozy pasażerskie. Po zawieszeniu kursowania pociągów towarowych 1999 roku stacja kolejowa została zlikwidowana. Budynek dworca kolejowego został wyremontowany w 2005 roku oraz przebudowany na budynek mieszkalny. W 2013 roku wyburzono magazyn stacyjny. W listopadzie 2015 roku zlikwidowano wraz z fragmentem nasypu znajdującego się dawniej w obrębie stacji betonowy przepust dla ulicy Franciszka Czyża. W sierpniu 2019 roku w związku z budową Żelaznego Szlaku Rowerowego rozebrano pozostałości peronów, wykarczowano drzewa i krzewy zarastające równię stacyjną. Na terenie dawnego peronu drugiego utworzono rowerowy tor przeszkód.